# Circonscription autonomique de Lanzarote
Ne doit pas être confondu avec Circonscription électorale de Lanzarote.
La circonscription électorale de Lanzarote est l'une des sept circonscriptions électorales des îles Canaries pour les élections au Parlement des Canaries.
Elle correspond géographiquement à l'île de Lanzarote.

## Synthèse
| AP & alliés |       | 2 |   |   |   |   |   |   |   |   |   |   |  |  |  |
| CDS         |       | 1 | 3 | 1 |   |   |   |   |   |   |   |   |  |  |  |
| AIC         |       |   | 1 | 4 |   |   |   |   |   |   |   |   |  |  |  |
| PCN-PIL     |       |   |   |   | 3 |   |   |   |   |   |   |   |  |  |  |
| PIL         |       |   |   |   |   |   | 3 |   | 1 |   |   |   |  |  |  |
| PSOE        |       | 5 | 4 | 3 | 2 | 3 | 2 | 4 | 1 | 2 | 3 | 3 |  |  |  |
| CC          |       |   |   |   | 1 | 4 | 2 | 2 | 4 | 3 | 3 | 3 |  |  |  |
| PP          |       |   |   |   | 2 | 1 | 1 | 2 | 2 | 1 | 1 | 1 |  |  |  |
| NC          |       |   |   |   |   |   |   |   |   | 1 |   | 1 |  |  |  |
| Podemos     |       |   |   |   |   |   |   |   |   | 1 | 1 |   |  |  |  |
|             |       |   |   |   |   |   |   |   |   |   |   |   |  |  |  |
| Total       | Total | 8 | 8 | 8 | 8 | 8 | 8 | 8 | 8 | 8 | 8 | 8 |  |  |  |

## Résultats détaillés

### 1983
| Parti     | Parti | Députés élus |
| --------- | ----- | --- |
| PSOE      |       | Enrique Pérez Parrilla, Juan Ramírez Montero, Antonio Asensio López, Leopoldo Cabrera Lasso, Orlando Suárez Curbelo |
| AP-PDP-UL |       | Antonio Cabrera Barrera, José Ferrer Perdomo                                                                        |
| CDS       |       | Jesús Morales Morales                                                                                               |

### 1987
| Parti   | Parti | Députés élus                                                                                  |
| ------- | ----- | --------------------------------------------------------------------------------------------- |
| PSOE    |       | Enrique Pérez Parrilla, Orlando Suárez Curbelo, Guillermo León Russo, Marcial Martín Bermúdez |
| CDS     |       | Jesús Morales Morales, Marcial Hernández Cabrera, Rafael Sastre Merinero                      |
| AIC-AIL |       | Antonio Díaz García                                                                           |

### 1991
| Parti   | Parti | Députés élus                                                                             |
| ------- | ----- | ---------------------------------------------------------------------------------------- |
| AIC-PIL |       | Dimas Martín Martín, Antonio Cabrera Cabrera, Honorio García Bravo, Manuel González Díaz |
| PSOE    |       | Domingo Miguel Ortega Cabrera, Tomás Rodríguez Acuña, Marcial Martín Bermúdez            |
| CDS     |       | Jesús Morales Morales                                                                    |

- Dimas Martín (AIC-PIL) est remplacé en février 1994 par Antonio Jesús Fernández Cabrera.

### 1995
| Parti   | Parti | Députés élus                                                                                |
| ------- | ----- | ------------------------------------------------------------------------------------------- |
| PCN-PIL |       | Juan Carlos Becerra Robayna, Juan Jesús González Herrera, Emilia Isabel Perdomo de Quintana |
| PSOE    |       | Luis Domingo Antonio Fajardo Spínola, Tomás Rodríguez Acuña                                 |
| PP      |       | Rafael Ángel de León Expósito, Patrocinio Barambio Delgado                                  |
| CC      |       | Felipe Perdomo Torres                                                                       |

- Juan González (PCN-PIL) est remplacé en février 1996 par María Isabel Déniz de León.

### 1999
| Parti | Parti | Députés élus                                                                                               |
| ----- | ----- | --- |
| CC    |       | Juan Carlos Becerra Robayna, Cándido Armas Rodríguez, Cristina María Pedromo Reyes, Augusto Lorenzo Tejera |
| PSOE  |       | Luis Domingo Fajardo Spínola, Nieves Hernández Gorrín, Marcial Martín Bermúdez                             |
| PP    |       | Rafael Ángel Carmelo de León Expósito                                                                      |

- Luis Fajardo (PSOE) est remplacé en septembre 2002 par Marcos Francisco Hernández Guillén après renonciation de José Juan Cruz Saavedra, Adelina Montserrat Topham Camejo et Lucía Olga Tejera Rodríguez.

### 2003
| Parti | Parti | Députés élus                                                            |
| ----- | ----- | ----------------------------------------------------------------------- |
| PIL   |       | Dimas Martín Martín, María Isabel Déniz de León, Celso Betancor Delgado |
| PSOE  |       | Manuela Armas Rodríguez, Andrés Fuentes Pérez                           |
| CC    |       | Juan Carlos Becerra Robayna, Cristina María Perdomo Reyes               |
| PP    |       | Alejandro José Díaz Hernández                                           |

- Dimas Martín (PIL) est remplacé en janvier 2004 par Juan Antonio Betancor Brito.
  - Juan Betancor (PIL) est remplacé en octobre 2005 par Isaac Castellano San Ginés après renonciation de Manuel Rafael Pérez Gopar.
- Cristina Perdomo (CC) est remplacée en mars 2006 par Augusto Lorenzo Tejera.

### 2007
| Parti | Parti | Députés élus |
| ----- | ----- | --- |
| PSOE  |       | Francisco Manuel Fajardo Palarea, Olivia Cedrés Rodríguez, Marcial Martín Bermúdez, María Belén Morales Cabrera |
| CC    |       | Mario Pérez Hernández, Manuel Rosario Fajardo Feo                                                               |
| PP    |       | María Dolores Luzardo de León, Fernando Figuereo Force                                                          |

- Dolores Luzardo (PP) est remplacée en avril 2008 par Sigfrid Antonio Soria del Castillo Olivares.

### 2011
| Parti | Parti | Députés élus |
| ----- | ----- | --- |
| CC    |       | Inés Nieves Rojas de León, David de la Hoz Fernández, Juan Pedro Hernández Rodríguez, Isaac Castellano San Ginés |
| PP    |       | Astrid María Pérez Batista, Fernando Figuereo Force                                                              |
| PSOE  |       | Francisco Manuel Fajardo Palarea                                                                                 |
| PIL   |       | Fabián Atamán Martín Martín                                                                                      |

### 2015
| Parti   | Parti | Députés élus                                                                     |
| ------- | ----- | -------------------------------------------------------------------------------- |
| CC      |       | David de la Hoz Fernández, Marciano Acuña Betancort, Migdalia María Machín Tavío |
| PSOE    |       | María Dolores Corujo Berriel, Marcos Francisco Hernández Guillén                 |
| PP      |       | Astrid María Pérez Batista                                                       |
| NC      |       | Gladis Acuña Machín                                                              |
| Podemos |       | María del Río Sánchez                                                            |

### 2019
| Parti   | Parti | Députés élus                                                                                  |
| ------- | ----- | --------------------------------------------------------------------------------------------- |
| CC      |       | Oswaldo Betancort García, David de la Hoz Fernández, Jesús Alexander Machín Tavío             |
| PSOE    |       | María Dolores Corujo Berriel, Marcos Francisco Hernández Guillén, Lucía Olga Tejera Rodríguez |
| PP      |       | Astrid María Pérez Batista                                                                    |
| Podemos |       | María del Río Sánchez                                                                         |

### 2023
| Parti | Parti | Députés élus                                                                                  |
| ----- | ----- | --------------------------------------------------------------------------------------------- |
| PSOE  |       | María Dolores Corujo Berriel, Marcos Francisco Hernández Guillén, Lucía Olga Tejera Rodríguez |
| CC    |       | Migdalia María Machín Tavío, Pedro Manuel San Ginés Gutiérrez, David Jesús Toledo Niz         |
| PP    |       | Astrid María Pérez Batista                                                                    |
| NC    |       | Yone Xarach Caraballo Medina                                                                  |

- Pedro San Ginés (CC), désigné sénateur, est remplacé le 31 juillet 2023 par Oswaldo Betancort García.
- Migdalia Machín (CC) est remplacée le 31 juillet 2023 par Cristina Calero García.
- Dolores Corujo (PSOE) est remplacée le 5 septembre 2023 par Marcos Antonio Bergaz Villalba.